# 炎華
炎華（ほのか、2005年2月21日 - ）は、日本の女性プロレスラー。覆面レスラー。プロレスリングWAVE所属。血液型AB型。

## 所属
- プロレスリングWAVE（2023年 - ）

## 来歴・戦績

### デビュー前
小学2年生から6年生までの5年間は髙田道場のキッズクラスで体操を習い、中学から高校までの6年間は部活動でバスケットボールに励んだ。プロレスは、ファンだった叔父に連れられて試合を観戦していくうちに自然と興味を持つようになる。当時、特によく観戦していたのはOZアカデミーやプロレスリングWAVEの大会で、加藤園子と永島千佳世のタッグチーム「シュガー&スパイス」がお気に入りだった。
プロレスラーを志すきっかけとなったのは、2018年5月4日のWAVEの後楽園ホール大会を観戦したとき。この日行われた飯田美花引退試合（対長浜浩江戦）と、Catch the WAVE 2018優勝決定戦（山下りな対浜田文子）を見て、「かっこいい､自分もお客さんを楽しませられるようなプロレスラーになりたい！」と思い、プロレスラーを目指すことを決意する。2022年8月にWAVEの練習生となるが、両親には高校卒業後の進路を決める際の話し合いでプロレス界入りは反対されていたため、WAVE会長のGAMIへの連絡は親に内緒で行っていた。後に少し思い直し、母親にだけはプロレスの練習へ行くことを伝えた結果、「4年制の大学を卒業し、資格を取得したら何をしても良い」という条件つきでプロレスラーになることが認められた。2023年1月、大学受験を経て進路が確定したタイミングでデビューに向けての本格的な練習を開始した。

### 2023年
高校卒業後の4月2日、プロレスリングWAVE新宿FACE大会のセミファイナルで、WAVE所属としては初の覆面レスラー「炎華」としてデビュー。相手は同期で同じくデビュー戦の田中きずなで、ジャパニーズ・レッグロール・クラッチ・ホールドで勝利。
7月23日、ポスト・ディ・アミスタッドで行われたワールド女子プロレス・ディアナの大会で初めて他団体に参戦。田中きずなと組んで、梅咲遥&美蘭組と対戦。
11月6日、センダイガールズプロレスリング主催の「じゃじゃ馬トーナメント」の第5回大会の開催が発表され、同期の田中共々エントリーされる。1回戦と準決勝が行われた2023年12月8日に新木場1stRINGで行われた第1戦では、1回戦でゆづき（Hotシュシュ）に丸め込みで勝利したが、準決勝では鈴木ユラ（Alma Libre）にアンクルホールドを決められて敗退。
12月1日、WAVE新宿FACE大会でWAVE認定タッグ王座を獲得したカラミネンス（SAKI&世羅りさ）に同期の田中と挑戦をアピールする。この日のタイトルマッチの決定は保留となったが、12月10日と12月17日の大会を経て正式に決定。12月21日、同期の田中とのタッグチーム名が「Harmonie（アルモニー）」に決まる。12月24日のWAVEカルッツかわさき大会で、カラミネンスとHarmonieによる選手権試合が行われ、田中がHEATクラッチで世羅から3カウントを奪い、デビュー267日目で初のタイトルを獲得。デビュー前に立てた目標の一つを達成した。

## 備考
- デビュー時からのオレンジによるコスチュームは、憧れのレスラーHIRO'eのコスチュームをモチーフとしたデザインとしている[4]。
- 異性のタイプは千葉雄大、志尊淳。かわいい人。
- GAMIいわく素顔は渋谷シュウ。[14]

## タイトル歴
プロレスリングWAVE
- プリンセス・オブ・プロレスリング王座 - 第33代
- WAVE認定タッグ王座 - 第33代（パートナーは田中きずな）
- Catch the WAVE - 2024年優勝（2024小波女）

ワールド女子プロレス・ディアナ
- W.W.W.Dクリスタル王座 - 第2代

## 入場テーマ曲
- 聞かせてwow wowを（SILENT SIREN）

## 得意技
タイムマシンにのって
ラ・マヒストラルの要領で回転し、片足で相手の足をクラッチしながら十字架固めでフォールを狙う技。渋谷シュウが現役時代に使用していた技で、炎華も渋谷同様フィニッシュ・ホールドとして用いる。
ジャパニーズ・レッグロール・クラッチ・ホールド
デビュー戦ではこの技で田中きずなから勝利している。
ドロップキック
スペース・ローリング・エルボー
STF